# George Gessert
George Gessert est un artiste contemporain américain né à Milwaukee en 1944.

## Biographie
Diplômé de l'université de Californie à Berkeley en 1966 et de la section Beaux-Arts de l'Université du Wisconsin en 1969, il travaille d'abord comme peintre et sérigraphe. À partir de la fin des années 1980, il se concentre sur les connexions entre art et génétique, exclusivement orientées sur les hybridations végétales. Il se focalise dans un premier temps sur les iris de Californie et de l'Oregon, puis d'autres plantes ornementales, telles que les Syringa (lilas) et les Streptocarpus.
Comme l'explique l'artiste, un des problèmes fondamentaux soulevé par ces œuvres est le statut de la nature considérée comme art, ce qui va à l'encontre de la tradition occidentale opposant art et nature, et proposant l'art comme mimésis ou imitation de la nature. C'est avec Darwin que la culture humaine elle-même a pu être considérée comme une émanation particulière de la nature, partageant en ce sens des traditions philosophiques telles que le bouddhisme, le taoïsme ou les croyances des Indiens d'Amérique.
Gessert est pleinement conscient des implications éthiques liées aux manipulations génétiques, bien que, utilisant une matière végétale, ses travaux soient bien moins sujets à controverse que des manipulations animales. Il attire l'attention sur le fait que ce n'est que très récemment que des structures muséales ont commencé à exposer du vivant, ce qui pose entre autres des problèmes d'infrastructures techniques.
Ses projets et ses écrits ont reçu de nombreux prix, dont le prix Leonardo d'excellence. Il a publié dans les revues Leonardo, Art Papers, Design issues, Whitewalls, Massachusetts Review, Hortus, Circa entre autres.
C'est un des pionniers du bio-art, dont il est une des figures majeures.[réf. nécessaire]

## Expositions
- New Langton Arts (San Francisco).
- Musée Vasarely (Budapest).
- Exploratorium (San Francisco).
- Smithsonian Institution.
- Exit Art (New York).
- Le Lieu unique (Nantes).